# Zolīvā
Zolīvā (persiska: ذُليوار, زُلِيوا, زُليوار, Z̄olīvār, زلیوا) är en ort i Iran.   Den ligger i provinsen Lorestan, i den nordvästra delen av landet, 400 km sydväst om huvudstaden Teheran. Zolīvā ligger 1 833 meter över havet och antalet invånare är 518.
Terrängen runt Zolīvā är varierad. Runt Zolīvā är det ganska tätbefolkat, med 56 invånare per kvadratkilometer. Närmaste större samhälle är Nūrābād, 12,4 km väster om Zolīvā. Trakten runt Zolīvā består till största delen av jordbruksmark.